# Genève-Sécheron
Genève-Sécheron (fra: Gare de Genève-Sécheron) – stacja kolejowa w Genewie, w dzielnicy Sécheron, w kantonie Genewa, w Szwajcarii. Najbardziej znana jest z nowoczesnej architektury i za tego, że znajduje się pobliżu siedzib różnych organizacji międzynarodowych. Została oddana od użytku 11 grudnia 2004.

## Opis
Stacja kolejowa znajduje się na linii Lozanna – Genewa, na północ od dworca centralnego w Genewie, w północnej części miasta. Nazwa Sécheron wskazuje na dzielnicę, tym samym okręgu, który został ukończony do 2013 roku w miejscu dawnych fabryk SAAS i obejmuje jedno z największych koncepcji rozwoju miast aglomeracji Genewy. Ponadto, stacja kolejowa znajduje się w bezpośrednim sąsiedztwie genewskich lokalizacji wszystkich organizacji międzynarodowych, takich jak Organizacja Narodów Zjednoczonych i siedziby Międzynarodowego Komitetu Czerwonego Krzyża lub WTO.
Architektura charakteryzuje się śmiałą konstrukcją stalową w kolorze czerwonym, który obejmuje również pasaż. Istnieją dwa tory dla ruchu pasażerskiego. Głównym tor leży na trasie pociągów regionalnych Coppet-Genewa.

## Linie kolejowe
- Lozanna – Genewa